# 玉山噪鹛
金翼白眉（学名：Trochalopteron morrisonianum），又名玉山噪鶥或臺灣噪眉，臺灣話稱四眉（sì-bâi），是圓翅噪鶥屬的一种，分布于臺灣。该物种的保护状况被评为无危。
金翼白眉的模式產地位於玉山，這也是其種名「morrisonianum」的由來。（Mount Morrison 是早期西方對玉山的稱呼）

## 描述
金翼白眉是一種大型的噪眉，體長約26至28 cm（10至11英寸），平均體重約為77克（2.7盎司）。金翼白眉特徵在於暗棕色的臉頰有顯眼的白色眉線及顎線，翼和尾羽為藍灰與金黃色。身體大致呈棕褐色，佈滿模糊鱗狀斑，腹灰褐色，無斑。
這是一種群居性鳥類，經常成群出現。體型稍大，只適合短距離滑翔，動作靈敏，常被賞鳥人暱稱「高山老鼠」。不懼人，容易被食物引誘與人接近，故也常被人戲稱「高山的麻雀」或「憨鳥」。

## 棲地與生態
金翼白眉生活在海拔1,475、3,300米（4,839、10,827英尺）的海拔高度，但通常出現在海拔2000公尺以上的高草、森林下層、灌叢及林緣灌木叢中。牠們會進入道路旁的開闊地區或森林空地。在玉山國家公園，牠們在混合針葉林中比在草地、松林或雲杉林中更為常見；與褐頭花翼（Fulvetta formosana）和冠羽畫眉（Yuhina brunneiceps）一起，牠們是該棲地的優勢物種。 牠們是地面雜食性動物。

## 文化
相關史料，最早見於清光緒年間《臺陽見聞錄》（唐贊袞，1891）；「四眉鳥，狀微似畫眉，兩眼各有二白紋。」

## 保育
金翼白眉在臺灣相對常見，估計有約10,000到100,000對繁殖中的配對。儘管其族群數量因棲地破壞和碎片化而被認為在下降，但牠並未被列為易危物種。